# مانويل إساياس لوبيز
مانويل إساياس لوبيز (بالإسبانية: Manuel Isaías López)‏ هو طبيب نفسي مكسيكي وإسباني، ولد في 20 مايو 1941، وتوفي في 29 نوفمبر 2017.